# Giardini della Fortezza

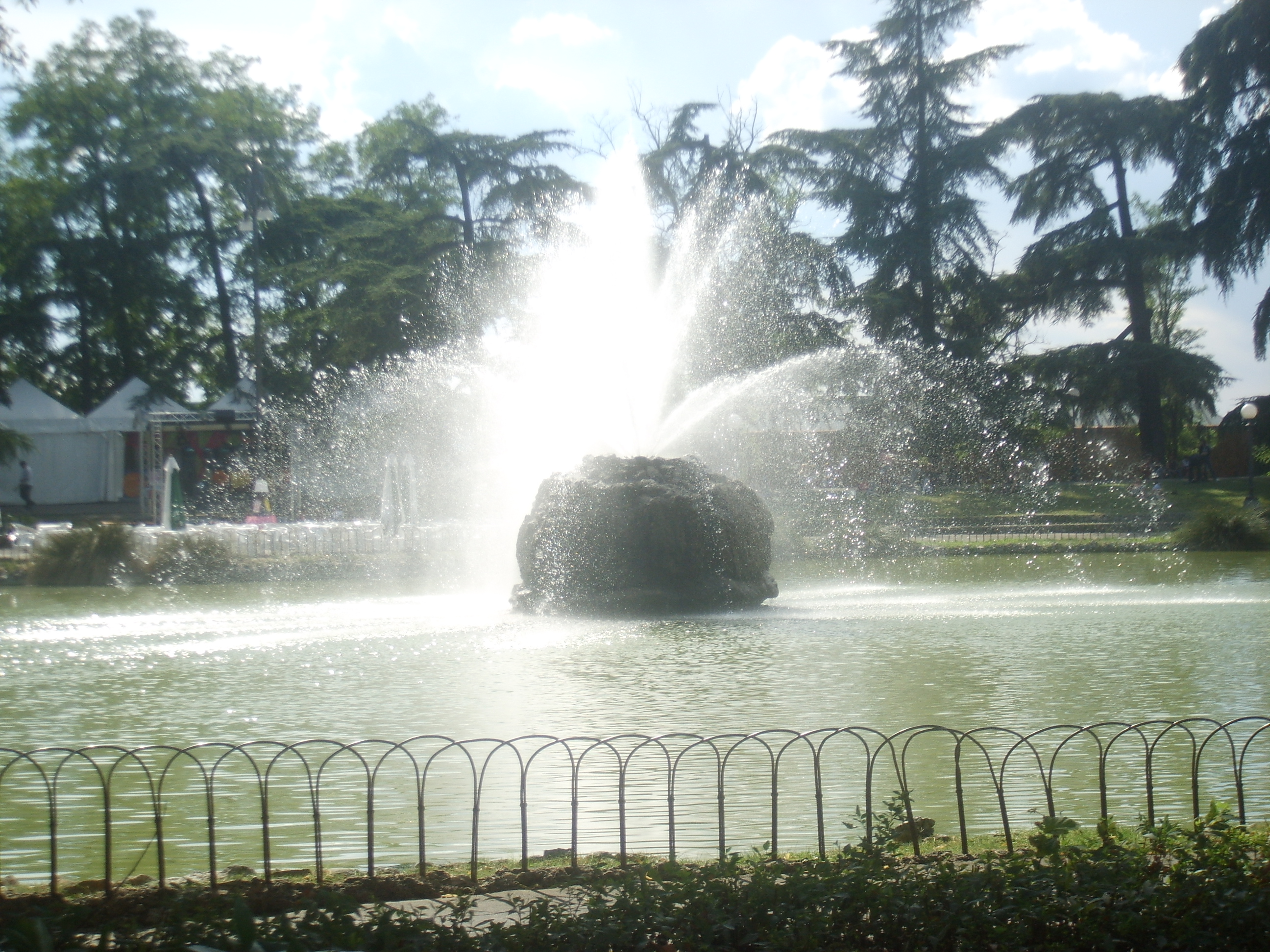
Fontána v Giardini della Fortezza

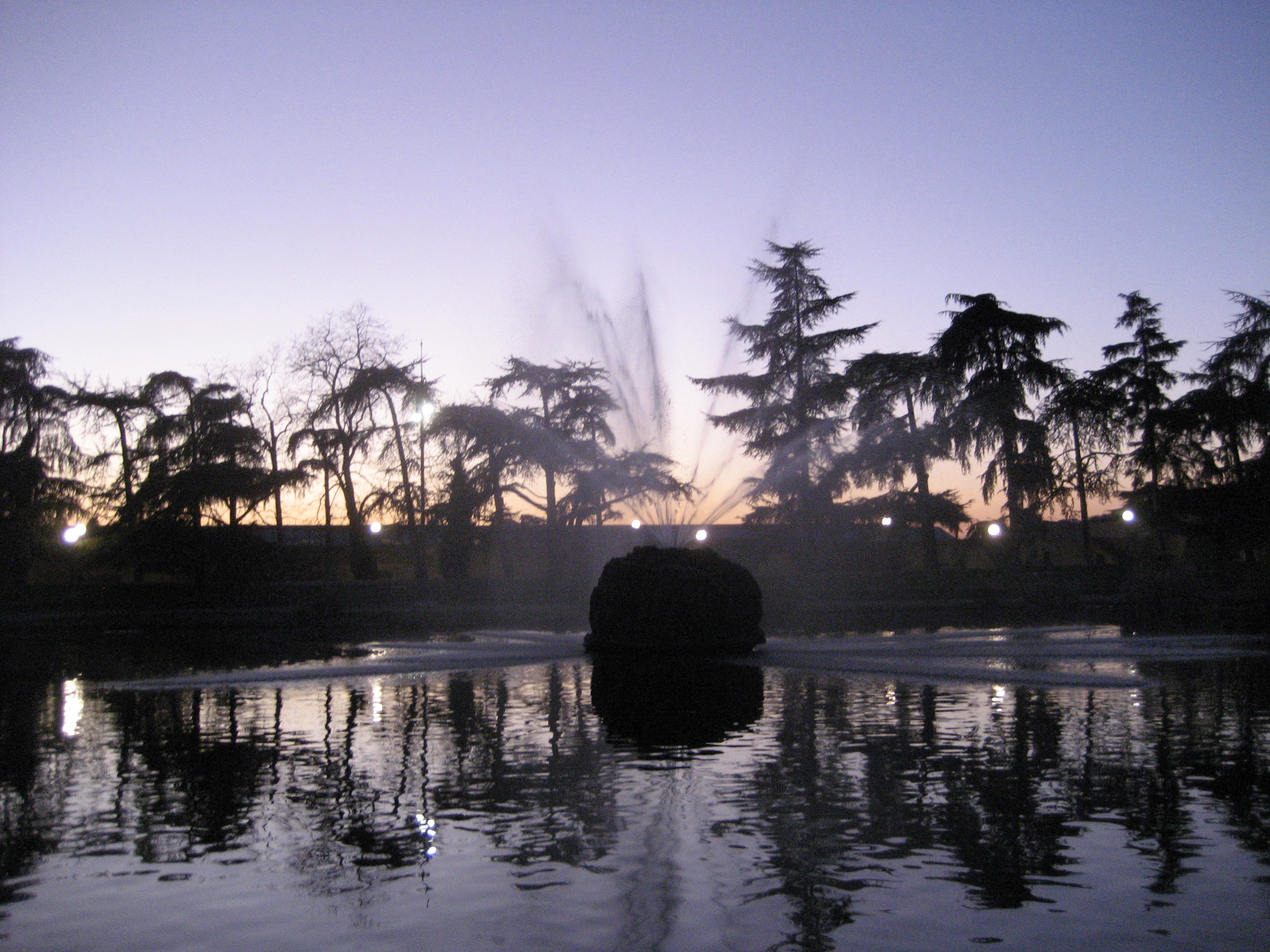
Fontána

Giardini della Fortezza také známé jako del Vascon jsou zahrady na východní straně Fortezza da Basso ve Florencii, mezi hradbami a ulicí Filippo Strozzi.
Tato oblast byla navržena Giuseppem Poggi, který pracoval na realizaci bulvárů ve Florencii, které jsou nazývány Viali di Circonvallazione (od 1865). Ulice následuje linii starobylých hradeb ve Florencii a jsou přirovnávány k pařížským bulvárům. Stromy, rámují centrální nádrž, velký eliptický bazén tvoří skutečné jezero, je zdobený fontánami a sídlí zde kolonie labutí. Kompozice výsadby je upravena tak, aby v každém ročním období vytvářela příjemnou změnu ve vnímání zahrady.